# Reńska Wieś (Kędzierzyn-Koźle)
Pour les articles homonymes, voir Reńska Wieś.
Reńska Wieś est une localité polonaise et siège de la gmina de Reńska Wieś, située dans le powiat de Kędzierzyn-Koźle en voïvodie d'Opole.

## Histoire
De 1743 à 1945, Reinschdorf fait partie de l'arrondissement de Cosel dans le district d'Oppeln au sein de la province de Silésie.